# Winfield Scott
Ne doit pas être confondu avec Winfield Scott Hancock.
Pour les articles homonymes, voir Scott.
 (août 2019).
Winfield Scott (13 juin 1786 - 29 mai 1866) est un général américain, diplomate et candidat à la présidence des États-Unis.  En 1838, il organise à la demande du président Martin Van Buren la déportation de la nation des Cherokees à l'ouest du Mississippi.

## Biographie

### Enfance
Il est né près de Petersburg, en Virginie. Son père était un fermier ayant participé à la guerre d'indépendance américaine et sa mère venait d'une famille de Virginie. Ses deux parents sont morts lorsqu'il était jeune. Scott a étudié au William and Mary College, avant d'étudier le droit. Il pratiqua son métier d'avocat.

### Carrière militaire
Il s'engage dans la milice de son État en 1807 avant de passer dans l'armée américaine en 1808, puis il s'enrôla lors de la guerre de 1812. Il s'illustra lors de la campagne du Niagara, au cours des batailles de Chippawa et de Lundy's Lane. Sévèrement touché lors de cette dernière bataille, il est breveté major général mais ne peut reprendre le combat.
Après la guerre, il traduit en anglais les ouvrages de Napoléon. En 1832, Scott remplace John E. Wool en tant que commandant des troupes fédérales en Géorgie. Il fut remplacé par Edmund Meredith Shackelford en raison de sa gestion coûteuse des guerres creek et séminole. Il est rappelé en 1838 et organise à la demande du président Martin Van Buren la déportation de la nation des Cherokees à l'ouest du Mississippi, opération connue sous le nom de Piste des Larmes. 16 000 de ses membres sont ainsi transférés dans des conditions extrêmes qui seront fatales à 4 000 d'entre eux.

### Guerre américano-mexicaine
Au début de la guerre américano-mexicaine, Scott devait initialement diriger une armée le long du Rio Grande pour une campagne rapide. Mais les tensions qu'il entretenait avec le président James K. Polk conduisent à son remplacement par Zachary Taylor. Après les victoires de ce dernier à Monterrey, Polk commence à s’inquiéter de sa notoriété grandissante. De plus, le président doutait de la capacité de Taylor à marcher depuis le nord vers Mexico, à travers un désert. Scott est donc rappelé pour lancer une offensive depuis le golfe du Mexique et récupère une grande partie des troupes de Taylor. Après avoir débarqué à Veracruz, il enchaîne les victoires et se dirige vers Mexico. C'est lui qui décide de l'attaque vers l'ouest quand les autres officiers préfèrent passer par le sud. Si cette stratégie est d'abord soutenue uniquement par le général David E. Twiggs, un rapport du lieutenant Beauregard permet au général Franklin Pierce et aux autres officiers de se ranger eux aussi en faveur de la stratégie de Scott, qui aboutit à la victoire de Chapultepec et à la prise de Mexico le 17 septembre 1847, et met ainsi fin au conflit.

### Candidature présidentielle
C'est à ce héros militaire qu'en 1852, le Parti Whig remet son investiture (au 53e tour de scrutin) pour la course à la présidence des États-Unis, espérant renouveler la tactique victorieuse de 1840 avec l'ancien général William Henry Harrison et de 1848 avec le général Zachary Taylor. Le parti était très divisé sur la question de l'esclavage et avait refusé de réinvestir le président sortant Millard Fillmore (devenu président à la mort de Taylor en 1850). Le compromis fut de choisir le général antiesclavagiste Scott avec un programme pro-esclavagiste. Cela lui fit perdre des voix à la fois au Nord et au Sud et donc perdre contre le démocrate Franklin Pierce, également un ancien de la guerre mexicaine. Il resta toutefois une figure nationale populaire, recevant en 1855 sa promotion au rang de lieutenant général. Il était le premier Américain, depuis George Washington, élevé à ce grade.

### Guerre de Sécession
Au début de la guerre de Sécession, il conseille le président nouvellement élu, Abraham Lincoln, et élabore le « Plan Anaconda » : un blocus fluvial et maritime destiné à étouffer la Confédération, peu industrialisée et très dépendante de son commerce extérieur. Il ne participe cependant pas à la guerre car il souffre de nombreux problèmes de santé — notamment son obésité qui l'empêche de monter à cheval — et est mis à la retraite à 75 ans, après avoir été l'officier supérieur le plus avancé en âge de l'histoire des États-Unis.

## Hommages et critiques
La ville de Scott (New York) lui doit son nom.
L'oriole de Scott est un oiseau dont le nom commun fait référence au général Winfield Scott. En 2023, la Société américaine d'ornithologie annonce qu'elle va procéder au changement du nom commun de cette espèce, afin que celui-ci mentionne les particularités physiques de l'oiseau, et en raison du rôle de Winfield Scott dans le déplacement forcé des Cherokees,.